# Tête de turc (film, 2010)
Pour les articles homonymes, voir Tête de turc.
Pour plus de détails, voir Fiche technique et Distribution.
Tête de turc est un drame policier français réalisé par Pascal Elbé et sorti le 31 mars 2010 en France.

## Synopsis
Un geste, et tout bascule. Un adolescent de 14 ans, un médecin urgentiste, un flic en quête de vengeance, une mère qui se bat pour les siens, un homme anéanti par la mort de sa femme voient leurs destins désormais liés. Alors que le médecin passe plusieurs jours entre la vie et la mort, les événements s'enchaînent et tous seront entraînés par l'onde de choc.

## Fiche technique
- Titre original : Tête de turc
- Réalisation : Pascal Elbé
- Scénario : Pascal Elbé
- Compositeur : Bruno Coulais
- Producteur : Patrick Godeau
- Production : Alicéleo
- Costumes : Jacqueline Bouchard
- Genre : drame, policier
- Pays d'origine :  France
- Durée : 87 minutes
- Date de sortie : 31 mars 2010 ( France),
- Sociétés de distribution : Warner Bros (France), Les Films de l'Élysée (Belgique) et JMH Distributions (Suisse), K-Films Amérique (Québec)

## Distribution
- Roschdy Zem : Atom
- Samir Makhlouf : Bora
- Pascal Elbé : Simon, frère cadet d'Atom
- Ronit Elkabetz : Sibel, mère de Bora
- Léo Elbé : Nuri, frère cadet de Bora
- Simon Abkarian : le veuf
- Florence Thomassin : Mouna, la mère de Hassan et Samir
- Valérie Benguigui : Yelda, l'amie de Sibel
- Monique Chaumette : Nora, la mère de Atom et Simon
- Laure Marsac : Claire, l'amie de Atom
- Stéphan Guérin-Tillié : Samuel Levasseur, le collègue de Atom
- Brigitte Catillon : la maire
- Gamil Ratib : Aram, le père de Atom et Simon
- Moussa Maaskri : Irfan, le patron de Bora
- Adèle Exarchopoulos : Nina, l'amie de Bora
- Omar Ait-Rass : Hassan, le frère de Samir
- Hassan Mezhoud : Samir, le jeune arrêté

## Distinctions

### Récompense
- 2010 : Meilleur réalisateur au Festival des films du monde de Montréal

### Nominations
- My french film festival 2011 : prix de la presse internationale, prix du public, prix des blogueurs
- 2011 : César du meilleur premier film

## Box office
- 247 084 entrées pour l'exploitation française (pour un budget de 5,53 M€)[1]
- 263 184 entrées en Europe (France incluse)[2]